# دوشان هوبتمان
دوشان هوبتمان (بالسلوفينية: Dušan Hauptman)‏ مواليد 17 سبتمبر 1960 في ليوبليانا، جمهورية يوغوسلافيا الاشتراكية الاتحادية، هو لاعب كرة سلة سلوفيني سابق. بدأ مسيرته الاحترافية في سنة 1978. يبلغ طوله 6 قدم 1 بوصة (1.9 م). اعتزل اللعب في 1998. لعب مع نادي أوليمبيا لكرة السلة في الدوري السلوفيني لكرة السلة.

## روابط خارجية
- دوشان هوبتمان على موقع الاتحاد الدولي لكرة السلة (الإنجليزية)
- دوشان هوبتمان على موقع الاتحاد الدولي لكرة السلة (الإنجليزية)
- دوشان هوبتمان على موقع كرة السلة الأوروبية.كوم (الإنجليزية)